# 호로노베역
호로노베역(일본어: 幌延駅)은 일본 홋카이도 데시오 군 호로노베정에 위치한 홋카이도 여객철도 소야 본선의 철도역이다. 역 번호는 W72이며, 상대식 승강장 2면 2선의 구조를 갖춘 지상역이다.

## 역 주변
- 호로노베 정청
- 왓카나이 신용금고 호로노베 지점
- 호로노베 정 농업협동조합
- 국도 제40호선 · 국도 제232호선
- 데시오강

## 역사
- 1925년 7월 20일 : 국유철도 데시오미나미 선 (→ 데시오 선 → 소야 본선)의 역으로서 개업. 일반역.
- 1935년 6월 30일 : 데시오 선 (→ 하보로 선) 개업.
- 1937년 3월 10일 : 왓카나이 기관구 호로노베 지구 설치.
- 1956년 4월 1일 : 왓카나이 기관구 호로노베 지구 폐지.
- 1968년 7월 25일 : 보조 컨테이너 기지 설치.
- 1973년 12월 1일 : 현재의 역사 준공. 기념 급행권 발매.
- 1984년 2월 1일 : 화물 · 하물의 취급 폐지.
- 1987년
  - 3월 30일 : 하보로 선 폐지.
  - 4월 1일 : 일본국유철도 분할 민영화에 의해, 홋카이도 여객철도가 승계.

## 인접 역
| 소야 본선                    | 소야 본선   | 소야 본선                  |
| ---------------------------- | ----------- | -------------------------- |
| W67 누카난역 아사히카와 방면 | ■ 소야 본선 | 시모누마 W73 왓카나이 방면 |